# 維斯帕拉德
《維斯帕拉德》（波斯語：Vīsparad，中古波斯文“维斯普拉特”，来自阿维斯陀文“Visporatavo”）是《阿維斯陀》中的宗教頌歌。阿維斯陀語稱維斯帕·拉塔沃（Vīspa-Ratavo），意為「所有的首領」，指瑣羅亞斯德教中所有的善神。主要內容頌揚主神阿胡拉·馬茲達、阿梅沙·斯彭塔和他們一切善的造物，還讚頌了瑣羅亞斯德教的重要祭典伽罕巴爾節（Gahanbars）。《維斯帕拉德》與《亞斯納》風格相似，一說其只是亞斯納的續篇。一般分為二十四章。

## 節選
「我們讚美先於天空、江河、大地、植物和有益的動物而創造出來的聖潔的造物。我們讚美法拉赫·卡爾特河。我們讚美馬茲達創造的疾風。我們讚美先於世間萬物而創造出來的光明蒼穹。」--《維斯帕拉德》第七章第四節